# Vincenzo Bandello
Vincenzo Bandello (ur. 1435 w Castelnuovo Scrivia, zm. 27 sierpnia 1506 w Altomonte) – włoski duchowny katolicki, dominikanin, 37. generał zakonu dominikańskiego, teolog, inkwizytor.
Urodził się w Castelnuovo Scrivia w diecezji Tortona. Wstąpił do klasztoru dominikańskiego św. Sabiny w Asti w 1458, ale jeszcze jako nowicjusz został przeniesiony do klasztoru św. Dominika w Bolonii i tam złożył śluby zakonne. Należał do Kongregacji Lombardzkiej, reprezentującej zreformowaną, obserwancką gałąź zakonu dominikańskiego. 8 czerwca 1465 w Bolonii przyjął święcenia kapłańskie, a obradująca w tym roku w Novarze kapituła generalna zakonu przydzieliła go do bolońskiego studium generalnego. Niedługo potem przeniesiono go do klasztoru S. Maria di Castello w Genui, gdzie przebywał do 1470. W tym roku uczestniczył w zebraniu kapituły Kongregacji Lombardzkiej w Vicenzy, a następnie w zebraniu kapituły generalnej zakonu w Awinionie, która mianowała go magistrem studium generalnego w Bolonii na rok akademicki 1470/71. Później przez pewien czas był członkiem konwentu Santa Maria delle Grazie w Mediolanie (ok. 1475), po czym ponownie wrócił do Bolonii na stanowisko bakałarza Sentencji (1478–1479). W latach 1481–1483 sprawował funkcję przeora konwentu św. Marka we Florencji. W 1484 brał udział w obradach kapituły generalnej zakonu w Rzymie.
Vincenzo Bandello zasłynął jako teolog i polemista. W 1475 w Mediolanie opublikował traktat teologiczny zwalczający propagowaną przez franciszkanów tezę o Niepokalanym Poczęciu. Około 1482 we Florencji napisał traktat zwalczający tezy Marsyliusza Ficino o wyższości woli nad intelektem. Prawdziwą sławę przyniósł mu jednak udział w dyspucie teologicznej z franciszkanami w Rzymie w 1484 dotyczącej dogmatu o Niepokalanym Poczęciu Maryi. Dysputa odbyła się w obecności papieża Innocentego VIII, który po jej zakończeniu nadał Vincenzo tytuł Mistrza (Magistra) Teologii. Jeszcze w tym samym roku został członkiem fakultetu teologicznego uniwersytetu bolońskiego. W latach 1484–1489 sprawował też funkcję regenta w bolońskim studium generalnym. Od 1488 do 1489 był przeorem konwentu św. Dominika w Bolonii, a następnie dwukrotnie (1489–1491 i ponownie 1493–1495) wikariuszem generalnym Kongregacji Lombardzkiej. 24 sierpnia 1490 generał zakonu Gioacchino Torriani mianował go inkwizytorem Bolonii; sprawował tę funkcję do 1493.
W latach 1495–1497 i 1499–1500 Vincenzo Bandello był przeorem mediolańskiego klasztoru dominikanów S. Maria delle Grazie. Pełniąc tę funkcję, wspólnie z księciem Ludovico Sforza, zlecił Leonardo da Vinci namalowanie obrazu Ostatnia Wieczerza. Po śmierci Gioacchina Torrianiego papież Aleksander VI mianował go wikariuszem generalnym całego zakonu do czasu wyboru nowego generała (29 listopada 1500). Kapituła generalna w Rzymie w 1501 obrała na generała zakonu dominikanów właśnie jego. Pełniąc tę funkcję Bandello popierał odrodzenie intelektualne zakonu, zalecając współbraciom zakonnym studiowanie zarówno dzieł scholastycznych, w szczególności Tomasza z Akwinu, ale także autorów antycznych i współczesnych humanistów. Wspierał także reformę obserwancką wewnątrz zakonu. Przeprowadził liczne wizytacje obserwanckich klasztorów, np. w 1503 we Francji. Zmarł w dniu 27 sierpnia 1506 w miejscowości Altomonte w Abruzji w wieku 71 lat, podczas wizytacji zreformowanych klasztorów prowincji zakonnej „Królestwo Sycylii”.
Wincenty Bandello był wujem pisarza Mattea Bandella.